# Callopistria wallacii
Callopistria wallacii là một loài bướm đêm trong họ Noctuidae.